# Scarlet Oaks
Scarlet Oaks es una gran residencia histórica en el vecindario Clifton en la ciudad de Cincinnati, en el estado de Ohio (Estados Unidos). Construida en 1867, fue diseñada por James Keys Wilson en estilo neorrománico y neogótico. 

## Descripción e historia
Wilson diseñó Scarlet Oaks psra George K. Schoenberger, un nativo de Pittsburgh que se enriqueció en Cincinnati con una sucursal de la corporación de fabricación de hierro de su padre. Se convirtió incluso en uno de los "Siete Barones de Clifton". En 1883 se casó con Ella Beatty, hija de John Beatty, profesor de Ciencias en la Universidad Victoria en Cobourg (en la provincia canadiense de Ontario), donde ella nació y se educó. Tras la muerte de Schoenberger en 1892, se volvió a casar con el compositor Charles A.E. Harriss en 1897 y ocupó "Earnscliffe", una mansión victoriana en Ottawa.
En el momento de su construcción, Scarlet Oaks era la casa más grande de Cincinnati. El origen de su diseño está en disputa: la tradición local de Cincinnati afirma que se inspiró en un castillo a lo largo del Rin en Alemania, mientras que los historiadores de la arquitectura posteriores creen que no se usó una casa específica como patrón. Además, una guía de la década de 1870 rechazó por completo la idea de la ascendencia alemana, al ver la casa como un ejemplo propio de la arquitectura del neogótico francés. : 292 
Fuera de Cincinnati, Scarlet Oaks rápidamente se hizo muy conocida. Uno de los primeros números de The American Architect and Building News, publicado en 1876, le dedicó una cobertura significativa, y los historiadores de la arquitectura han visto que su diseño anticipa los estilos de las grandes mansiones de la Época Dorada, como las múltiples casas Vanderbilt diseñadas por Richard Morris Hunt. Wilson diseñó muchas casas, pero en la década de 1960, muchas parecen haber sido destruidas; quizás en parte debido a su temprano amplio reconocimiento, Scarlet Oaks fue la única residencia existente identificada de manera concluyente como diseñada por él. : 292  Desde entonces, al menos otra residencia sobreviviente de Cincinnati ha sido identificada como un diseño de Wilson: la Casa de John S. Baker, construida en 1854. 
Construida con piedra caliza, Scarlet Oaks es una enorme casa de dos pisos y medio con muchas características arquitectónicas distintivas. Desde la distancia, la apariencia de la casa está dominada por su torreta y otras torres altas, y el gran tamaño del edificio la hace única incluso entre las otras grandes residencias de Clifton. Fue a principios del siglo XX que la casa dejó de ser una residencia privada: fue comprada por EH Huenefeld en 1910, quien inmediatamente la donó a las congregaciones locales de la Iglesia Metodista Episcopal. Desde entonces, se ha utilizado como una instalación comunitaria: después de haber sido utilizada originalmente como sanatorio, más tarde se convirtió en una casa de reposo.
En 1973, Scarlet Oaks fue incluida en el Registro Nacional de Lugares Históricos. A pesar de la dificultad de ser una propiedad de afiliación religiosa, calificó para su inclusión debido a su arquitectura distintiva e históricamente significativa. Hasta el día de hoy, sigue siendo una casa de retiro, aunque ahora está afiliada al Hospital Deaconess.